# أنتون شروتر
أنتون شروتر (بالألمانية: Anton Schrötter von Kristelli) ‏ (الاسم الكامل أنتون شروتر فون كريستيلي) هو كيميائي وعالم فلزات نمساوي عاش في القرن التاسع عشر للميلاد بين سنتي 1802 - 1875.
أدت أبحاثه على عنصر الفوسفور إلى الحصول سنة 1847 على الفوسفور الأحمر، حيث تمكن من وصفه وتحليله.